# Francois Botha
Francois Botha (Witbank, 28 juni 1968) is een Zuid-Afrikaans bokser en kickbokser. Hij vecht in de zwaargewicht klasse.

## Begin carrière
Frans Botha maakte zijn profdebuut op 11 februari 1990 tegen zijn landgenoot Johan Van Zyl. Hij won op KO in de eerste ronde. Zijn eerste 35 gevechten zette Botha om in winst. Op 9 december 1995 krijgt hij de kans om te vechten om de IBF Zwaargewicht titel in Stuttgart tegen de Duitser Axel Schultz. Hij won het gevecht op punten. Het Duitse publiek is het niet eens met de beslissing en gooide na het gevecht muntjes en bierflesjes in de ring. Na het gevecht wordt Botha positief getest op het gebruik van anabole steroïde. De uitslag wordt ongedaan gemaakt en Botha krijgt een boete van 50.000 Dollar. Op 9 november 1996 krijgt Botha zijn tweede kans op de IBF-Zwaargewicht titel. Hij verliest op TKO in de elfde ronde van Michael Moorer. In 1999 bokst Botha tegen twee bokslegendes. Op 16 januari 1999 verliest hij op TKO in de 5e ronde van Mike Tyson en op 8 juli 1999 bokst hij onbeslist tegen Shannon Briggs. Op 15 juli 2000 krijgt hij zijn derde kans op een wereldtitel. Hij verliest op TKO in de tweede ronde van Lennox Lewis. Op 16 maart 2002 krijgt hij zijn vierde en vooralsnog laatste kans op een wereldtitel. Hij verliest op TKO in de achtste ronde van Wladimir Klitschko.

## Overstap naarK-1
In 2003 besluit Botha over te stappen van boksen naar kickboksen. Hij gaat vechten voor K-1. Hij begint voortvarend met overwinningen op Jérôme Le Banner en Peter Aerts. Hij verliest echter 13 van zijn 17 partijen als kickbokser. Ook maakt hij een eenmalige uitstap naar MMA. Hij verliest echter van de Japanner Yoshihiro Akiyama.

## Comeback
Op 6 juli 2007 maakt Botha zijn comeback als bokser. Hij verslaat Bob Mirovic en wint de WBF Zwaargewicht titel. Deze titel zou hij later kwijtraken aan Evander Holyfield. De laatste zes gevechten van Botha gingen verloren. Hij bokste zijn laatste gevecht tegen de Pool Andrzej Wawrzyk op 15 maart 2015, dit gevecht verloor hij op TKO in de 5e ronde.